# Tomeu Caldentey Julià
Tomeu Caldentey Julià, (Felanitx 14 de febrer 1982) Graduat en educació primària especialitzat en pedagogia terapèutica per la Universitat de les Illes Balears. Va començar estudis de Pedagogia i Educació social. Poeta, escriptor. Va guanyar el premi Miquel Àngel Riera de poesia Ciutat de Manacor 2022 amb el poemari Cossos. El mateix any va guanyar El premi Pollença de Poesia 2022 amb el poemari Boscúria.

## Obra
Poesia
- Cossos: Manacor, col·lecció premis de poesia Miquel Àngel Riera, editorial Món de llibres, 2022.
- Boscúria: Pollença, col·lecció Trucs i baldufes, Editorial El Gall editor, 2022.

## Premis i reconeixements
- Premi Miquel Àngel Riera 2022 per Cossos.
- Premi Pollença de Poesia 2022 per Boscúria.